# Arremon virenticeps
El cerquero verdilistado (Arremon virenticeps), también denominado rascador cejas verdes y saltón verdirrayado, es una especie de ave paseriforme de la familia Passerellidae autóctona de México. Anteriormente se clasificaba en los géneros Atlapetes y Buarremon.
Relativamente grande, puede alcanzar los 19 cm de longitud en la edad adulta. No hay dimorfismo sexual. Los individuos adultos son de color verde olivo en las partes dorsales y gris en las ventrales, exceptuando la garganta.
Es distintivo de esta especie la presencia de rayas verdes y negras en la corona y nuca. Por lo demás, el patrón de la cabeza es similar  al de A. brunneinucha: un antifaz negro, una mancha blanca a cada lado de la frente, la garganta blanca, y el pico negro y largo. Los inmaduros son pardos opacos, con el vientre y la garganta rayados con amarillo, y sin las rayas de la corona muy evidentes.
Habita en el sotobosque de bosques de montaña en la Sierra Madre Occidental y en el Eje Neovolcánico.